# Russellville (Ohio)
Russellville és una població dels Estats Units a l'estat d'Ohio. Segons el cens del 2000 tenia 453 habitants.

## Demografia
Segons el cens del 2000, Russellville tenia 453 habitants, 190 habitatges, i 121 famílies. La densitat de població era de 224,2 habitants/km².
Dels 190 habitatges en un 27,9% hi vivien nens de menys de 18 anys, en un 50% hi vivien parelles casades, en un 9,5% dones solteres, i en un 35,8% no eren unitats familiars. En el 32,1% dels habitatges hi vivien persones soles el 19,5% de les quals corresponia a persones de 65 anys o més que vivien soles. El nombre mitjà de persones vivint en cada habitatge era de 2,35 i el nombre mitjà de persones que vivien en cada família era de 2,98.
Per edats la població es repartia de la següent manera: un 25,8% tenia menys de 18 anys, un 7,1% entre 18 i 24, un 25,4% entre 25 i 44, un 21,4% de 45 a 60 i un 20,3% 65 anys o més.
L'edat mediana era de 38 anys. Per cada 100 dones de 18 o més anys hi havia 84,6 homes.
La renda mediana per habitatge era de 30.000 $ i la renda mediana per família de 38.594 $. Els homes tenien una renda mediana de 26.875 $ mentre que les dones 21.250 $. La renda per capita de la població era de 15.010 $. Aproximadament el 4,5% de les famílies i el 7% de la població estaven per davall del llindar de pobresa.

## Poblacions més properes
El següent diagrama mostra les poblacions més properes.